# Südinsel-Sattelvogel
Der Südinsel-Sattelvogel oder Tieke (Philesturnus carunculatus) ist ein neuseeländischer Vogel aus der Familie der Lappenvögel, zu der auch der Kokako und der ausgerottete Huia gehören. Der Nordinsel-Sattelvogel (P. rufusater) galt ursprünglich als Unterart, wurde aber 2011 als eigenständige Art abgespalten.

## Beschreibung
Der Vogel ist glänzendschwarz mit einem nussbraunen sattelförmigen Fleck auf Rücken und Oberflügeln. Wie alle Arten der Familie hat er am Schnabel beidseits ein farbiges (beim Tieke leuchtendrotes) Hautanhängsel.
Der Südinsel-Sattelvogel wird bis 25 Zentimeter lang und wiegt bis 75 Gramm, das ist etwas mehr als eine Amsel. Der Schnabel ist kurz und besonders kräftig.

## Verhalten
Die Sattelvögel sind schlechte Flieger. Daher springen sie meist von Zweig zu Zweig, können aber auch kurze Strecken fliegen. Sie besetzen ein Territorium, das sie durch Gesang in der Dämmerung markieren. Ihr Drohverhalten gegen Rivalen umfasst Kopfnicken, Auffächern des Schwanzes und Trillern, dabei schwellen die Fleischanhängsel am Schnabel an. Bei direkter Herausforderung kommt es zu Kämpfen, wobei sich die Kontrahenten an den Anhängseln zu greifen versuchen.
Die Vögel sind für ihre Furchtlosigkeit und ihr lärmendes Verhalten bekannt. Sie fielen daher schon den europäischen Naturforschern des 19. Jahrhunderts auf.
Der Südinsel-Sattelvogel nistet in Epiphyten, Baumfarnen oder Baumhöhlen, oft nahe dem Boden. Die Jungen verlassen auch das Nest, um am Boden in der typischen lärmenden Art umherzuhüpfen.

## Ernährung
Tieke sind vorwiegend Insektenfresser. Sie reißen mit ihrem Schnabel Rindenstücke von Bäumen und fressen die darunter befindlichen Insekten, durchsuchen aber auch die Bodenstreu nach Futter. Neben Insekten nehmen sie auch Früchte und Nektar auf.

## Tieke in der Kultur der Māori
Der in Neuseeland gebräuchliche Name „Tieke“ ist von seinem typischen Ruf  „ti-e-ke-ke-ke-ke“ abgeleitet. Sie haben traditionell eine wichtige Rolle im Glauben der Māori. Kommt ihr Schrei von rechts, soll dies ein gutes Omen sein, Schreie von links hingegen ein ungünstiges.
Eine Legende der Māori berichtet, wie der Vogel seinen Sattel erhielt: Der Halbgott Māui war nach seinem Kampf mit der Sonne durstig. Er bat den Tieke, ihm Wasser zu bringen. Dieser gab vor, ihn nicht zu hören. So ergriff der wütende Māui den Vogel mit seiner noch heißen Hand und hinterließ ein Brandmal auf seinem Rücken.

## Bestandsrückgang und Erhaltung
Ihr Brutverhalten nahe dem Boden und die dort umherhüpfenden Jungen machen die Art besonders empfindlich gegenüber eingeführten Raubtieren wie Mardern sowie gegenüber Hausratte und Wanderratte. Beide Unterarten verschwanden daher rasch von beiden Hauptinseln Neuseelands. Am Ende des 20. Jahrhunderts waren sie nur noch auf Hen Island (Hen and Chickens Islands) vor Northland und ganz im Süden auf Taukihepa/Big South Cape Island vor Stewart Island anzutreffen.
Die Ratten erreichten 1963 auch Taukihepa/Big South Cape Island, vermutlich mit Booten von „Mutton Birders“, die auf der Jagd nach Sturmtauchern (Titi oder Muttonbird) waren.  Nur eine schnelle Rettungsoperation des New Zealand Wildlife Service (heute Department of Conservation) rettete die dortige Unterart vor dem Aussterben, während die dortigen Populationen der Südinselschnepfe, des Waldstummelschwanzes und der Großen Neuseelandfledermaus den Ratten zum Opfer fielen. 36 Tieke wurden von dieser Insel auf andere, rattenfreie Inseln gebracht und konnten sich dort wieder etablieren.
Heute wird die Population der südlichen Unterart wieder auf 700 Vögel auf 11 kleinen Inseln geschätzt. Die nördliche Unterart wurde auf zahlreichen küstennahen Inseln neu angesiedelt, selbst auf der Nordinsel wurde 2002 im Zelandia-Naturschutzgebiet in Wellington wieder eine Brutkolonie etabliert. Die Rettung des Tieke wird in Neuseeland als einer der wichtigsten Erfolge des Naturschutzes betrachtet.

## Bilder

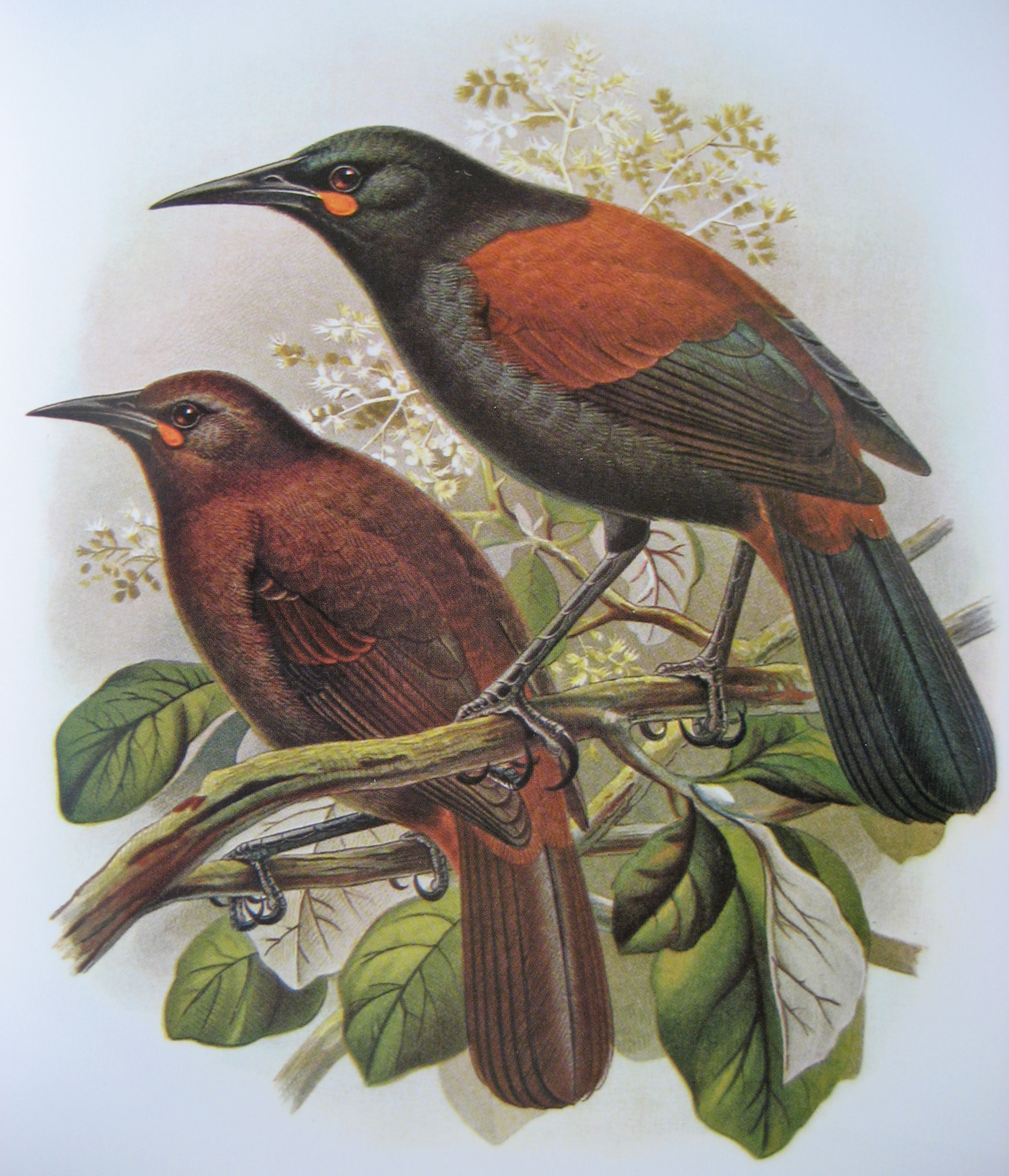
vorn: adultes Exemplar, hinten: Junges des Südinsel-Sattenvogels (von J. G. Keulemans in Buller 1873).
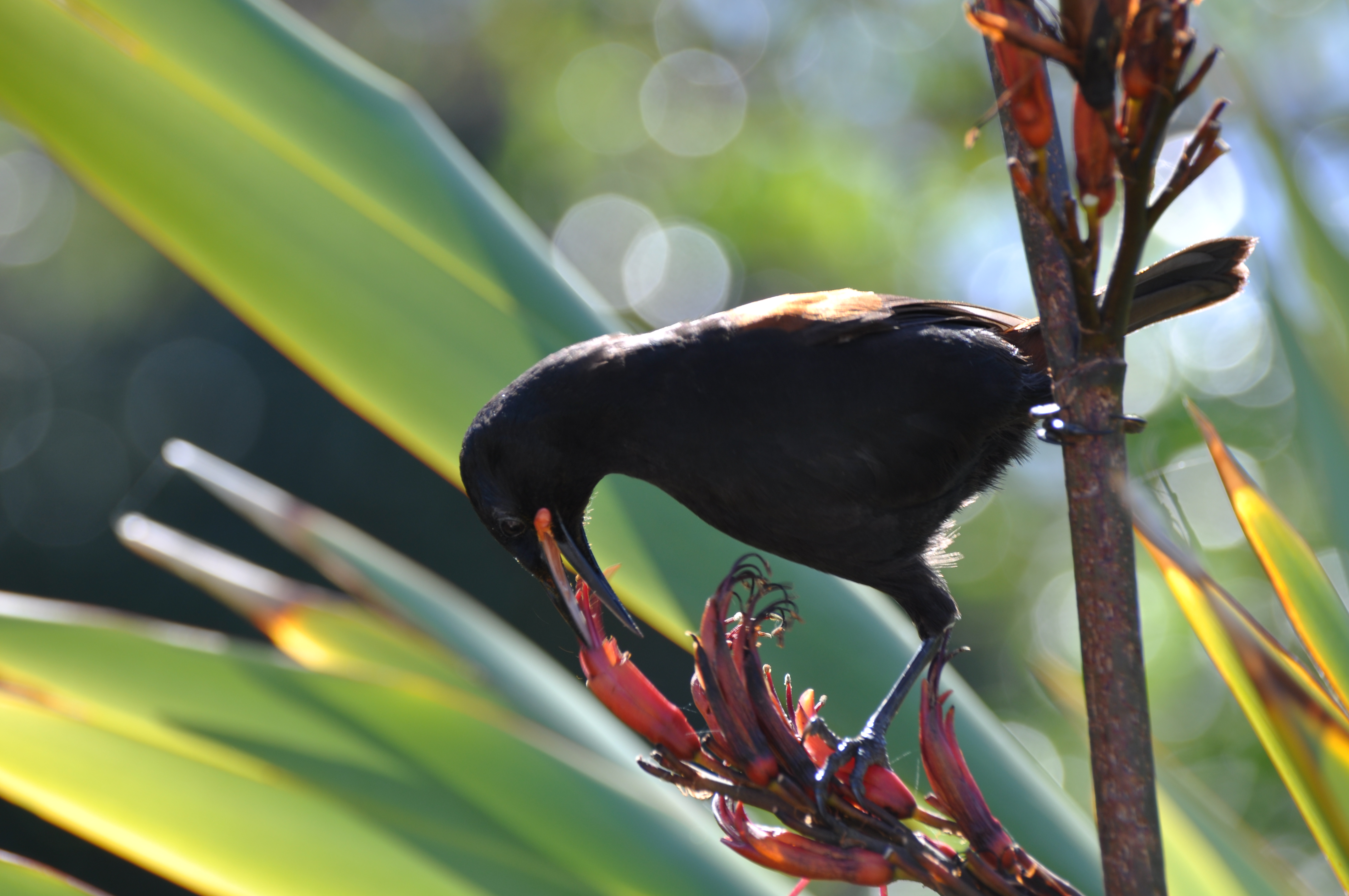
Tieke, an einer Blüte von Neuseelandflachs fressend
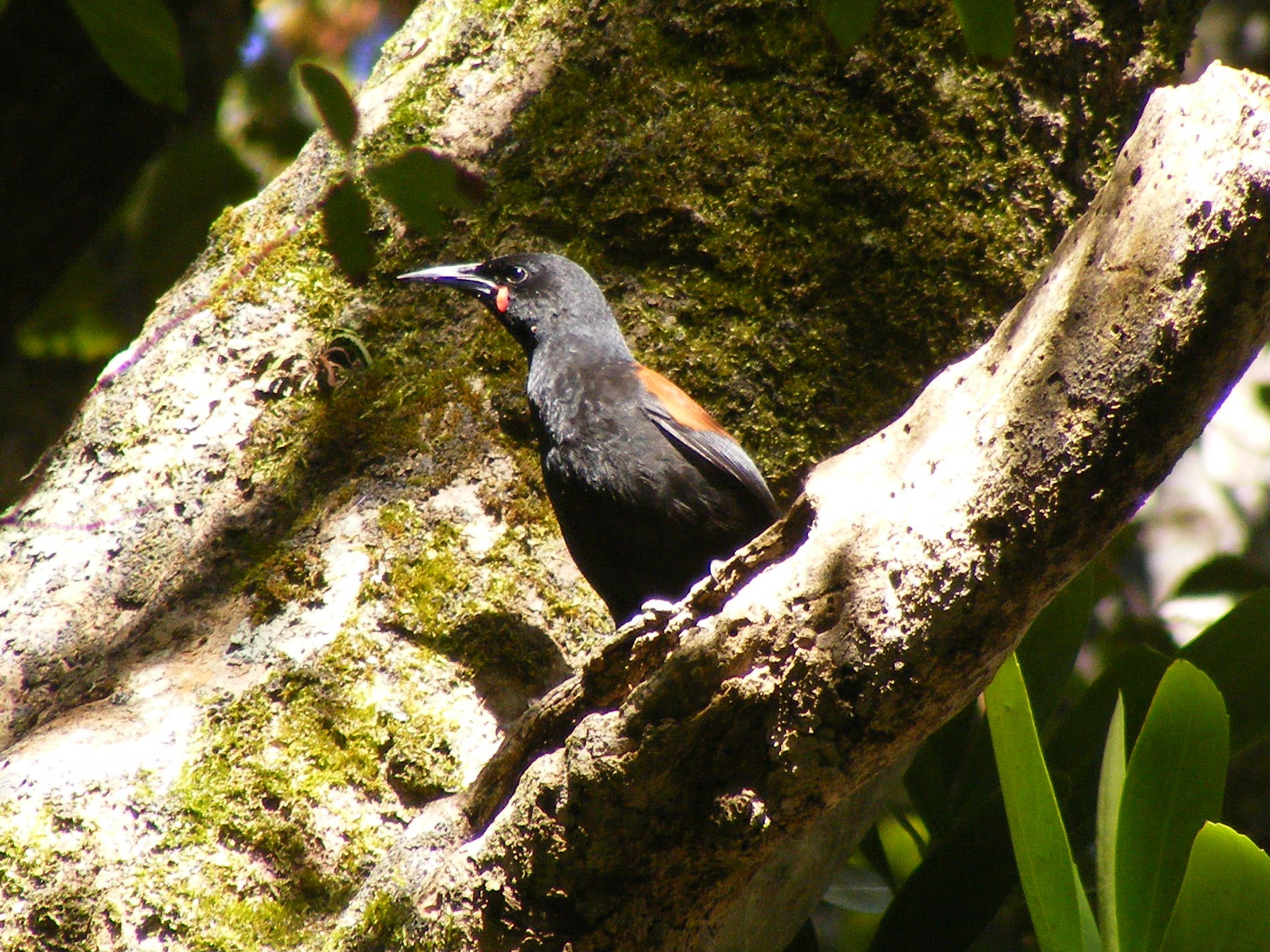
Ein Tieke auf Ulva Island, New Zealand, ein Vogelschutzgebiet vor der Küste von Stewart Island/Rakiura, wo eine größere Population von Südinsel-Sattelvögeln bewahrt wird.